# روابط روسیه و مالزی
روابط مالزی و روسیه (مالایی: Hubungan Malaysia–Rusia) روابط دیپلماسی دو جانبه بین دو کشور مالزی و روسیه است. روسیه (از ماه آوریل ۱۹۶۸) دارای سفارت در کوالالامپور است و مالزی (از ماه نوامبر ۱۹۶۸) در مسکو سفارت دارد.